# 샤우트! 스튜디오
샤우트! 스튜디오(Shout! Studios)는 미국의 가정용 비디오 및 음악 배급사로, 2002년에 레트로폴리스 엔터테인먼트(Retropolis Entertainment)라는 이름으로 설립되었다. 샤우트! 스튜디오에서 DVD 또는 블루레이 형식으로 출시하고 있는 콘텐츠의 종류로는 기존에 출시된 영화, 텔레비전 시리즈, 애니메이션, 공연 실황, 코미디 프로그램 등이 있다. 또한 주력 상품인 가정용 비디오 이외에도 공포 영화를 발매하는 스크림(Scream), 샤우트! 셀렉트(Shout! Select), 샤우트! 키즈(Shout! Kids)와 같은 산하 레이블을 통해 영화를 발매하고 있다. 부티크 블루레이 레이블(boutique Blu-ray label)로 분류되는 샤우트! 스튜디오는 웨스트체스터 필름, 타임리스 미디어 그룹, 바이오그래프 레코즈, 메이저도모 레코즈, 비디오 타임머신 등의 회사를 소유 및 운영하고 있다. 현재 샤우트! 스튜디오의 제품들은 유니버설 스튜디오 홈 엔터테인먼트와 워너 브라더스 홈 엔터테인먼트 간의 합작 투자사인 스튜디오 디스트리뷰션 서비스를 통해, 두 회사가 체결한 배급 계약에 따라 배급되고 있다.